# Keri Herman
Keri Herman (Minneapolis, 16 de agosto de 1982) es una deportista estadounidense que compitió en esquí acrobático.
Ganó una medalla de bronce en el Campeonato Mundial de Esquí Acrobático de 2011, en la prueba de slopestyle. Adicionalmente, consiguió tres medallas en los X Games de Invierno.

## Medallero internacional
| Campeonato Mundial | Campeonato Mundial           | Campeonato Mundial | Campeonato Mundial |
| Año                | Lugar                        | Medalla            | Prueba             |
| ------------------ | ---------------------------- | ------------------ | ------------------ |
| 2011               | Deer Valley (Estados Unidos) | Medalla de bronce  | Slopestyle         |

| X Games de Invierno | X Games de Invierno    | X Games de Invierno | X Games de Invierno |
| Año                 | Lugar                  | Medalla             | Prueba              |
| ------------------- | ---------------------- | ------------------- | ------------------- |
| 2010                | Aspen (Estados Unidos) | Medalla de plata    | Slopestyle          |
| 2011                | Aspen (Estados Unidos) | Medalla de plata    | Slopestyle          |
| 2015                | Aspen (Estados Unidos) | Medalla de plata    | Slopestyle          |